# Слептон
Слептон (также с-лептон) — в физике элементарных частиц гипотетические бозоны, суперпартнёры (или зеркальные частицы, теневые частицы, счастицы) лептонов, сфермионы, чьё существование постулируется в суперсимметрии. Эта группа включает в себя сэлектрон, смюон, стау-лептон и типы снейтрино. Спин — 0. Обозначение — l͂.
Левоспиральные слептоны распададаются в основном на фермионы чарджино и нейтралино.
Современные значения нижней границы для массы и времени жизни слептонов составляют 101 ГэВ и 5 нс, соответственно. Сигнал R-адрона в детекторе подобен сигналу с-лептона. Тяжёлые долгоживущие с-лептоны могут быть измерены в детекторе ATLAS, если они существуют, уже на начальной интегральной светимости эксперимента. Согласно теории, доминировали на ранней стадии истории Вселенной
Слептоны на Большом Адронном коллайдере планируется находить до массы 300 ГэВ, отдельно рассматриваются правые и левые слептоны. Поиск слептонов идёт на детекторах Большого Адронного коллайдера Компактный мюонный соленоид и ATLAS. При нарушении суперсимметрии калибровочным способом (GMSB-схема) слептоны живут и ведут себя похоже на мюоны.
| Слептон                  | Символ                                  | Ассоциированный лептон | Символ                       |
| ------------------------ | --------------------------------------- | ---------------------- | ---------------------------- |
| Первое поколение         |                                         |                        |                              |
| Сэлектрон                | {\displaystyle {\tilde {e}}L,R}         | Электрон               | e−                           |
| Сэлектронное снейтрино   | {\displaystyle {\tilde {\nu }}_{e}}     | Электронное нейтрино   | {\displaystyle \nu _{e}}     |
| Второе поколение         |                                         |                        |                              |
| Смюон                    | {\displaystyle {\tilde {\mu }}}         | Мюон                   | {\displaystyle \mu }         |
| Смюонное снейтрино       | {\displaystyle {\tilde {\nu }}_{\mu }}  | Мюонное нейтрино       | {\displaystyle \nu _{\mu }}  |
| Третье поколение         |                                         |                        |                              |
| Стау-лептон              | {\displaystyle {\tilde {\tau }}L,R}     | Тау-лептон             | {\displaystyle \tau }        |
| Стау-лептонное снейтрино | {\displaystyle {\tilde {\nu }}_{\tau }} | Тау-нейтрино           | {\displaystyle \nu _{\tau }} |

В начале истории Вселенной вместе со скварками предположительно могли формировать Q-шары.